# Holiday Europe
Holiday Europe — колишня болгарська чартерна авіакомпанія, заснована в 2019 році зі штаб-квартирою у Софії
Після припинення польотів у грудні 2020 року у жовтні 2021 року свідоцтво авіакомпанії було анульовано 
.

## Історія
На початку серпня 2019 року було оголошено, що турецька авіакомпанія Onur Air інвестуватиме у нову авіакомпанію. Onur Air надав новій авіакомпанії свій перший літак — Airbus A321 — та підтримував авіакомпанію технічно та логістично
24 серпня 2019 року авіакомпанія отримала сертифікат експлуатації повітряного судна (AOC).

## Напрямки
Авіакомпанія здійснює чартерні рейси з декількох європейських аеропортів до місць відпочинку на узбережжі Середземного моря, Канарських островів, Єгипту та ОАЕ.

## Флот
На березень 2021 :
| Тип             | В дії | Замовлено | Пасажирів | Примітки |  |
| --------------- | ----- | --------- | --------- | -------- |  |
| Airbus A321-200 | 1     |           | 219       |          |  |
| Airbus A321neo  | 2     | —         | 219       |          |  |
| Разом           | 3     | 2         |           |          |  |